# Johann Gottfried Lohse
Johann Gottfried Lohse (* 1740 in Ruppendorf; † 1810 in Dresden) war ein deutscher Architekt.  

## Leben
Lohse studierte an der Dresdner Akademie bei Krubsacius und genoss seine praktische Ausbildung bei Johann George Schmiedt. 1778 wurde er Festungsbaumeister. Heinrich Keller zufolge errichtete Lohse „viele und große bürgerliche Bauten in und um Dresden“. Eines der zahlreichen Bürgerhäuser, die Lohse erbaute, war das 1771 ausgeführte Haus Kreuzstraße 13. Des Weiteren die um 1780 in der Wilsdruffer Vorstadt erbaute „Nudelmühle“, Ostra-Allee 6. Zudem schuf er 1784 und 1788 mit den beiden Kopfbauten Landhausgäßchen 1 und Moritzstraße 10 ein „großartige[s] neue[s] Entrée[…]“ zum Landhausgarten. Seine Bauten orientierten sich eher an spätbarocken Tendenzen Schmiedts als an die „nüchtern-konservative Baukunst“ Lockes.